# Lac Bosten
Le lac Bosten (博斯騰湖 ; pinyin : Bósīténg Hú) est un lac d'eau douce situé à 57 km au nord-est de la ville de Korla, dans la préfecture autonome mongole de Bayin'gholin de la région autonome ouïgoure du Xinjiang en Chine.

## Géographie
Sa superficie d'environ mille kilomètres carrés fait de lui le plus grand lac d'eau douce endoréique de Chine. Menacé de salinisation et de pollution, il fait l'objet de diverses mesures destinées à enrayer ces phénomènes.
C'est un parc national depuis 2004.